# 刘韡
刘韡（Liu Wei，1972年—），中国艺术家。

## 生平
1972年出生于北京，1996年毕业于中国美术学院油画系。现居北京。中国当代青年观念艺术家之一，多以具有尖锐社会讽刺意味和醒目视觉形象的大型装置闻名，同时广泛涉足摄影、影像、绘画、雕塑等领域。